# Oliver Herbrich

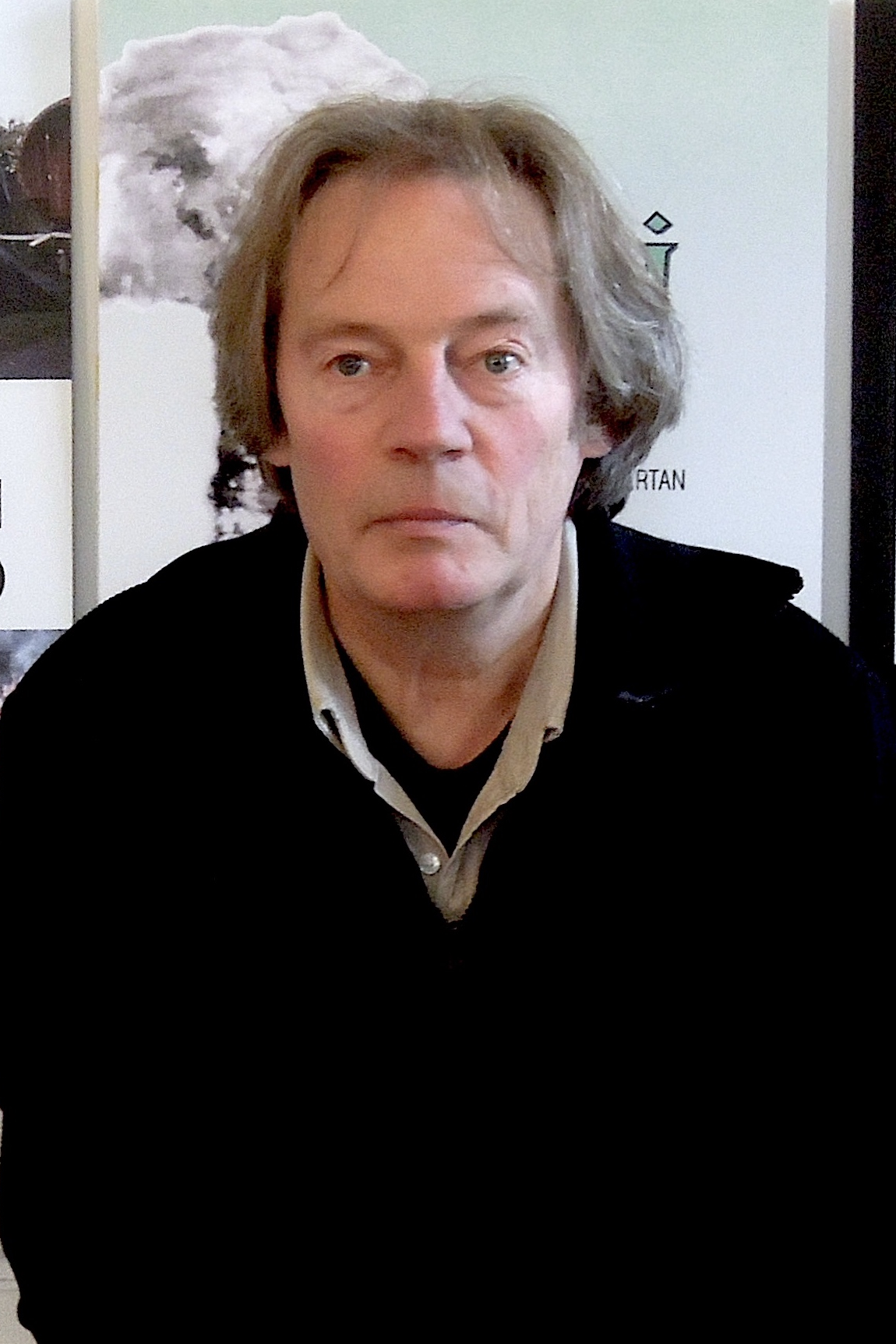
Oliver Herbrich, 2019

Oliver Herbrich (* 1961 in München) ist ein deutscher Filmemacher und arbeitet als Drehbuchautor, Filmregisseur, Dokumentarfilmer und Filmproduzent.

## Leben
Vor dem Abitur realisierte Herbrich 1979 mit Förderung des Kuratorium junger deutscher Film sein Kinodebüt „Das stolze und traurige Leben des Mathias Kneißl“. Obwohl Herbrich ab 1980 an der Hochschule für Fernsehen und Film München in der Spielfilmabteilung eingeschrieben war, entstanden hier seine beiden ersten Dokumentarfilme, die unter widrigen Bedingungen in der Wüste Australiens sowie im Amazonasurwald gedreht wurden. Seither arbeitet er sowohl fiktional als auch dokumentarisch.
Mit Abschluss des Studiums wandte er sich 1984 wieder dem Spielfilm zu. „Wodzeck“, eine Adaption von Georg Büchners „Woyzeck,“ lief als deutscher Beitrag im Wettbewerb des Internationalen Filmfestival Moskau und wurde für die „Beste männliche Hauptrolle“ prämiert. Der Film wurde noch auf 20 weiteren Festivals präsentiert. Als Autorenfilmer (Herbrich ist an allen Filmen als Regisseur, Drehbuchautor und Produzent beteiligt) ist er ein Vertreter des Neuen Deutschen Films der 1980er und 90er Jahre. Um über eigene Produktionsmittel wie Filmkameras und Schneidetische zu verfügen, gründete Herbrich den Technikdienstleister LICHT & TON GmbH, der bis 2010 existierte.
Nach dem Erfolg von „Wodzeck“ folgten weitere Dokumentarfilme. „Bikini – mon amour“ über die Spätfolgen oberirdischer Atombombentest erreicht (wie zuvor schon „Auf der Suche nach El Dorado“) ein Millionenpublikum, als der Film zur Primetime in der ARD ausgestrahlt wurde. 1985/86 realisierte Herbrich mit dem bayrischen Ein- und Ausbrecherkönig Theo Berger ein dokumentarisches Biopic, das ebenfalls Aufsehen erregte, jedoch im Bayerischen Fernsehen nicht ausgestrahlt wurde. Nach der Kinoauswertung erfolgte die Ausstrahlung im WDR, wofür der Film hochdeutsch untertitelt werden muss.
1988 brachte die „Verleihgenossenschaft der Filmemacher“ Herbrichs Filme in der Edition „Fiction – Non-Fiction“ neu heraus. Im selben Jahr drehte er mit „Erdenschwer“ seinen dritten Spielfilm, der von der Lebensgeschichte Gustav Mesmers inspiriert ist und diese fiktional bearbeitet. Der Film mit Hannes Thanheiser, Rüdiger Vogler und Vera Tschechowa in den Hauptrollen erhielt internationale Auszeichnungen.
Mit zwei Kino-Dokumentationen, die in Nepal und Irland gedreht wurden, beschloss Oliver Herbrich seine Laufbahn als Filmemacher. Für sein Gesamtwerk wurde er 1994 mit dem Filmpreis der Landeshauptstadt München ausgezeichnet.
2016–18 wurden die im Bundesfilmarchiv archivierten Filme digital remastered und in der „Fiction – Non-Fiction Film Edition“ neu herausgebracht. Eine Sammlung analoger (16- und 35-mm-)Filmkopien besitzt neben dem Filmmuseum München auch das Filmmuseum Düsseldorf, welches seit 2018 auch seinen schriftlichen Vorlass archiviert.

## Arbeitsweise
Dieter Kosslick beschrieb die Arbeitsweise von Oliver Herbrich zum Anlass des Filmpreis München 1994 folgendermaßen:
"Aus seinem Wandern zwischen Spielfilm und Dokumentarfilm macht Herbrich Gott sei Dank keine Ideologie. Es geht ihm darum, welche Form der medialen Umsetzung dem Sujet gemäß erscheint. Interessant ist jedoch, dass es dabei zur Mischung von Dokumentarischem und Fiktionalem kommt. Da gibt es im „Mathias Kneißl“ jene Sequenz, als der Volksheld von einer ganzen Gendarmenkompanie in die Enge getrieben wird. Es entwickelt sich eine szenische Gewalttätigkeit, die einen an dokumentarische Berichte denken lässt …
Und auch umgekehrt gibt es Einschlüsse des Fiktionalen im Dokumentarischen. Die Bilder von den Gruben in „Auf der Suche nach El Dorado“, aus denen Sackträger die Erde wegtragen, erinnern an monumentale Spielfilme und geben so dem Dokumentarischen eine Überhöhung, die aus dem Einzelfall das Allgemeine erkennen lässt. Wenn man so will, ein Bericht über das menschliche Verhalten, über die Mechanismen der Realität. An Grenzen gehen, Grenzen überschreiten. Dies ist in den Arbeiten Herbrichs durchaus wörtlich zu nehmen. (Dieter Kosslick, 1994)

## Filme
- 1979/80: Das stolze und traurige Leben des Matthias Kneißl
- 1983: Dead Heart (Totes Herz)
- 1983/84: Auf der Suche nach El Dorado
- 1983/84: Wodzeck
- 1985/86: Der Al Capone vom Donaumoos
- 1986/87: Die Welt jenseits der Welt
- 1987: Bikini – mon amour
- 1988/89: Erdenschwer
- 1991: Priester der Verdammten
- 1992/93: Rules of the Road (Gesetz der Straße)

## Auszeichnungen
- 1980 und 1984 Prädikat „besonders wertvoll“ für „Mathias Kneißl“ und „Auf der Suche nach El Dorado“
- 1985 Prix d'Antenne II, Paris (Festival Cinema  du Reél) für „Auf der Suche nach El Dorado“; 2nd Price Cinestud Filmfest, Amsterdam für „Auf der Suche nach El Dorado“; Bester männlicher Darsteller (Int. Filmfestival Moskau) für Detlef Kügow in „Wodzeck“
- 1989 Lobende Erwähnung 4. Medikinale International Parma, Italien für „Bikini – mon amour“;  Lobende Erwähnung Red Cross and Health Filmfest Varna, Bulgarien für „Bikini – mon amour“
- 1990 Bestes Drehbuch (Festival Imag Fic, Madrid) für „Erdenschwer“; Bester künstlerischer Beitrag (Festival Europa Cinema, Viareggio) für „Erdenschwer“; Preis der internationalen Filmclubvereinigung (Festival Figuera da Foz, Portugal) für „Erdenschwer“
- 1994 Filmpreis der Landeshauptstadt München (Gesamtwerk)

## Retrospektiven
- 1987 Low Budget Festival Hamburg
- 1989 Filmwoche Onikon Kino Herdecke
- 1990 West Virginia Filmfestival, Charleston, USA
- 1993 Filmmuseum Düsseldorf
- 1994 Filmmuseum München
- 2018 Breitwand Kino (Gauting)

## Engagement
- 1990–2000 Sponsor „Preis für den besonderen Dokumentarfilm“ (Dokfest München)
- 2010 Gründung der gemeinnützigen „Stiftung Oliver Herbrich Kinderfonds“